# Statua św. Franciszka w Valletcie
Statua św. Franciszka w Valletcie (malt. Statwa ta' San Franġisk, ang. Niche of St. Francis) – zabytkowa statua w stolicy Malty. Umieszczona jest na ścianie budynku u zbiegu ulic Triq Sant' Orsla i Triq Santa Lucija. Pierwotny autor rzeźby jest nieznany, ze względu na jej zły stan, oryginalna została zastąpiona w 1836 roku nową autorstwa Xandru Farrugia, rzeźbiarza z Żejtun.
Duża jednokolorowa kamienna statua przedstawiająca św. Franciszka w habicie, ze stygmatami na dłoniach. W prawej ręce święty trzyma krzyż, w lewej kamienną tablicę, podtrzymywaną przez cherubinka. Statua spoczywa na cokole pomalowanym na kolor jasnobrązowy. Na którym znajduje się tablica z informacją o tym, że 9 marca 1882 roku, biskup Carmelo Scicluna udziela 40 dniowego odpustu. 
Obiekt jest wpisany na listę National Inventory of the Cultural Property of the Maltese Islands pod numerem 00521. Nadzór nad obiektami sprawowany jest przez Superintendence of Cultural Heritage.